# Le grand soir (film 2012)
Le grand soir è un film del 2012 diretto da Benoît Delépine e Gustave Kervern.

## Riconoscimenti
- 2012 - Festival di Cannes
  - Prix spécial du Jury sezione Un Certain Regard